# Folkländer
Folkländer ist eine der erfolgreichsten Folkbands der DDR. Sie benannte sich nach zahlreichen Umbesetzungen mehrfach um, blieb aber im Kern die gleiche Band.

## Geschichte
Folkländer wurde 1976 von Jürgen B. Wolff und anderen Studenten an der Leipziger Hochschule für Grafik und Buchkunst gegründet und gehörte damit zu den ersten Folkbands in der DDR.
Zur damaligen Besetzung gehörten Horst Gröschel, Gabi Lattke, Wolfgang Leyn, Elke Raaz, Peter Uhlmann und Jürgen B. Wolff. Ende 1976 kam Uli Doberenz, 1978 Erik Kross und 1979 Manfred Manne Wagenbreth zur Band.
Der Name der Band beruht auf einem Wortspiel aus Folk und Vogtländer, da zwei der Gründungsmitglieder aus dem Vogtland stammen. 1976 organisierte Folkländer die 1. DDR-offene Folkwerkstatt in Leipzig. Dies gilt auch als die Geburtsstunde einer eigenständigen Folk-Szene in der DDR. Nach einigen Umbesetzungen war Folkländer zeitweise ein Trio.
Ab 1979 konnte die Band im  Ausland spielen, wobei auch West-Staaten wie Frankreich oder Zypern besucht wurden. 1980 begann die Zusammenarbeit mit der Tanzgruppe Kreuz und Square. Im selben Jahr erschien bei Amiga die Folk-LP Frisch auf ins weite Feld, auf der fünf Folkländer-Titel vertreten waren. Im Folgejahr erweiterte sich die Band zeitweilig zur Folkländer Bigband. Im selben Jahr erfolgte die offizielle Einstufung als Berufsmusiker durch die Behörden der DDR.
Die erste offene Folkwerkstatt entwickelte sich ab 1980 weiter zu den Zentralen Folkwerkstätten der DDR, die bis 1984 jährlich in Leipzig stattfanden.
Im Januar 1982 entstand unter Leitung von Jürgen B. Wolff die Folk-Oper Die Boten des Todes, deren Premiere aber verboten wurde. Die Folkländer-LP Wenn man fragt, wer hat's getan erschien im Folgemonat. Die Gruppe verschrieb sich nun gemeinsam mit Kreuz und Square dem "Folkstanz"(Folk, Folklore/Volkstanz). Parallel dazu erfolgte die Umbenennung der Band in Folkländers Bierfiedler. 1985 wurde die Amiga-LP Folk's Tanz Haus veröffentlicht.
Bandgründer und Sänger Jürgen B. Wolff verließ im Februar 1985 Folkländers Bierfiedler und wurde Mitglied des Folk-Kabaretts Duo Sonnenschirm. Folkländers Bierfiedler lösten sich 1991 auf. Wolffs Nachfolger gründete die Band Drumalane Waltz. Die ursprüngliche Band gründete sich 1994 als Bierfiedler neu. Parallel gründeten 1998 einige Mitglieder sowie wiederum Jürgen B. Wolff die Leipziger Folk Session Band. Die Band Bierfiedler wiederum nannte sich Anfang 2004 in Die sieben Leben um. Von März bis Juni 2008 war die Band auf Abschiedstournee. Nach dem Tod von Peter Uhlmann im Oktober 2018 kam die Band wieder als Folkländer zusammen.

## Musik
Anfangs war die Musik der Band hauptsächlich vom Irish Folk geprägt. Bald folgte die Orientierung an westdeutschen Folk-Formationen wie Zupfgeigenhansel oder Liederjan. Einige Stücke dieser Gruppen wurden von Folkländer interpretiert und durch eigene Werke ergänzt. Ab 1978 begann die Band intensiv in Bibliotheken und Archiven nach vergessenen Volksliedern zu suchen und diese wiederzubeleben. Folkländer spielten neben überwiegend fröhlichen Wander-, Gesellen- und Trinkliedern verstärkt ernste Stücke, die vom Elend der Menschen vergangener Zeiten handelten. Dies konnte als Bekenntnis zum Sozialismus, aber auch als Kritik an den realen Zuständen in der DDR aufgefasst werden. Ihr Ziel war es nicht unbedingt authentisch zu sein. Es war ihr Ziel Volkslieder für die aktuelle Zeit gebrauchsfähig zu machen, ihnen den "Staub davon zu blasen."
Einige Stücke der Band wurden im gemäßigten vogtländischen Dialekt gesungen. Als Beispiel sei die vogtländische Übersetzung des australischen Antikriegslieds And the Band Played Waltzing Matilda genannt.
Charakteristisch für die Musik der Band war in den Anfangsjahren die Stimme Wolffs; nach seinem Weggang wurde Manfred Wagenbreth Leadsänger.

## Druckveröffentlichungen
Ihre Recherche nach verschütteten Volksliedern nutzte Folkländer nicht nur für die eigenen Plattenveröffentlichungen. Auch publizierte die Band insgesamt elf Liederhefte und eine „Bibliographie der Literatur zum deutschen Volkslied“, die 230 Seiten umfasste.

## Diskografie

### Folkländer

#### LPs
- 1980: Frisch auf ins weite Feld (Sampler mit fünf Stücken von Folkländer) (Amiga)
- 1981: Wenn man fragt, wer hat's getan (Amiga)

### Folkländers Bierfiedler

#### LPs
- 1985: Folk’s Tanz Haus (Amiga) (zusammen mit der Gruppe Jams)[2]

#### CDs
- 1991: Krach auf dem Heimweg

### Bierfiedler

#### CDs
- 1995: Der nächste Dampfer
- 1995: Live at Killiwilly, mit Wimmerschinken (Löwenzahn)
- Unser Handwerk ist verdorben (Löwenzahn)
- 2000: Das Beste & Reste (Löwenzahn)
- 2001: Unterm böhmischen Wind (Löwenzahn)
- 2002: Nimm von mir (Löwenzahn)

### Die sieben Leben

#### CDs
- 2004: Die sieben Leben (Löwenzahn/Heideck)
- 2005: Jeder weiß bescheid (Löwenzahn)

### Folkländer

#### CDs
- 2021: So viele Wege Vol.1 (Löwenzahn/Heideck)
- 2022: So viele Wege Vol.2 (Löwenzahn/Heideck)